# Édon
Édon település Franciaországban, Charente megyében. Lakosainak száma 272 fő (2022. január 1.). Édon Blanzaguet-Saint-Cybard, Combiers, Rougnac, La Rochebeaucourt-et-Argentine, Champagne-et-Fontaine és Magnac-lès-Gardes községekkel határos.

## Népesség
A település népessége az elmúlt években az alábbi módon változott:
| Lakosok száma | 284  | 286  | 306  | 240  | 256  | 256  | 252  | 263  | 268  | 272  |
|               | 1968 | 1982 | 1990 | 2006 | 2013 | 2015 | 2017 | 2019 | 2020 | 2022 |